# 八木美佐子
八木 美佐子（やぎ みさこ、1992年10月23日 - ）は、日本のフリーアナウンサー。2021年11月よりホリプロ所属。山口県下関市出身。

## 略歴
山口県下関市出身。下関市立文関小学校を経て、山口県立下関中等教育学校を卒業後、東海大学文学部ヨーロッパ文明学科に進学し上京。スカウトをきっかけにサロンモデルや読者モデルを経験。ミスコンに出場し2014年度ミス東海大学グランプリに輝く。学費免除の為に勉学に励み、卒業時に首席を称える総長賞を受賞した。テレビ朝日アスク出身。
大学卒業後、2016年に日本テレビ系列である山口放送に入社。初鳴き後、夕方情報番組『熱血テレビ』のリポーターや料理アシスタントを務める。
2018年10月から退社まで朝5時20分からの早朝情報番組『KRYさわやかモーニング』のMCを2年半担当。同年『news every.』で山口ゆめ花博から全国中継。
2019年 日本テレビ系列の女子アナ特別番組『好きな嫌いなアナウンサー』でズボラすぎるアナウンサーとして出演。『24時間テレビ 愛は地球を救う42』のローカルパートで全国中継を務めた。特別冠番組『大自然を満喫!八木美佐子の沖縄・やえやま旅』、『北の青森・西の山口ふるさと自慢とことんスペシャル』など旅リポーターとしても活躍。
2018年12月1日、周南警察署 一日警察署長、2019年9月24日、防府市交通安全大会にて防府警察署 一日警察署長、2020年1月10日、山口県警察 一日通信指令官に任命。啓発イベントに参加し適切な110番の利用を呼び掛けた。
2020年3月27日に山口放送を退社。同年5月に広島ホームテレビにアナウンサーとして入社。同10月より初の冠番組『やぎうまサンデー』の司会を担当。
『朝だ!生です旅サラダ』ではリポート力を買われて、同社の契約アナウンサーとしては初の中継リポーターを務めた（3度登場、うち2度はラッシャー板前不在時の単独リポート）。
2021年7月31日付で広島ホームテレビを退社し東京都に居住。
2021年9月19日の『やぎうまサンデー』最終回に司会として復帰。
2021年11月12日、ホリプロアナウンス室に所属。
2022年4月1日、同4月7日よりテレビ埼玉の公営競技レースダイジェスト番組『BACHプラザ』の木曜日司会を担当することを自身のSNSで報告した。フリー転身後の初レギュラー番組。
2022年9月28日、埼玉県所沢警察署より「スマイル広報大使」を委嘱される。
2023年8月からラジオ日本で定時ニュースを担当、同年12月よりAT-Xで始まった番組『松倉家』レギュラーMCアシスタントを担当。

## 人物
大学時代に、ミス東海大学（2014年）に選出される。
特技は習字。小学1年から高校3年まで習っており、日本習字師範代5段保有者。
趣味は、漫画、アイドル、ダンス、ジャッキー・チェンの映画。「もっと丁寧に、もっと楽しく」をモットーにしている。平家踊りを踊ることができる。
愛称の「ギャラクシーエンジェル」は山口放送のラジオ『なりカル!』で名付けられ、リスナーからもそう呼ばれている。
ダッフィーと名付けたトイプードルを飼っている愛犬家である。
東京オリンピック柔道男子100キロ超級代表の選手であった原沢久喜と同じ小学校に通っており、互いに親交がある。

## 担当番組
- いい伊豆みつけた （伊豆急ケーブルネットワーク、2022年6月 -  ）- レポーター
  - 画家を魅了した下田の風景（2022年6月第3週）[18]
  - 身も心も健康になれる東伊豆めぐり（2023年10月第4週）[19][20]
  - 高原リゾートで過ごす素敵な休日（2024年7月第1週）[21][22][23]
  - 伊豆の「美」を旅する（2024年8月第1週）[24][25][26]
  - 西伊豆の絶景満喫！感動体験（2025年5月第4週）[27]
  - 若き画家のまなざしから・・・伊豆を旅する（2025年7月第4週）[28]
- ラジオ日本ニュース（2023年8月11日 - 、ラジオ日本） - 金曜・土曜担当[14]

- AT-X松倉家　（ 2023年12月-、）アシスタントMC

### 山口放送時代
- KRYさわやかモーニング（2017年10月 - 2020年3月27日） - 月～金曜キャスター
- 熱血テレビ（リポーター）
- KRYニュース
- 全国好きな嫌いなアナウンサー大賞2019（2019年5月10日、日本テレビ系列）
- 24時間テレビ 愛は地球を救う42「日本全国から生中継！神ワザ生チャレンジ」（2019年8月25日、日本テレビ系列）
- ラジオ なりカル! 中四国ライブネット 音楽とらのアナ

### 広島ホームテレビ時代
- みみよりライブ 5up!（2020年7月3日 - 2021年）
  - コーナー「ググッと。瀬戸内」
  - コーナー「ポツンと一軒グルメ」
  - コーナー「勝ちグセ。塾」
- 5up!サタデー（2020年 - 2021年）
- テレビ版「eスポーツ道」 - 生徒
- HOMEぽるぽるTV版「eスポーツ道」（配信：金曜更新）
- HOME NEWS（広島ローカルニュース 2020年 - 2021年）
- 朝だ!生です 旅サラダ（朝日放送テレビ系列）生中継リポーター
  - 広島県北広島町 芸北あまご（2020年8月22日）
  - 広島県三原市 マダコ（2021年2月20日）
  - 広島中央卸売市場 小イワシ（2021年6月26日）
- 深夜グルメバラエティ『おうちで食べん祭』（2020年）「広島なぐさ飯」に出演
- やぎうまサンデー（2020年10月11日 - 2021年7月、9月19日）初の単独MC[15] 隔週日曜10:00-10:30
- ロンドンハーツ ～全国の女子アナ132人がリアルに選んだ好きな芸人GP～（2021年3月23日、テレビ朝日）
- デジレアさん（2021年）
- カープ道#213「カープ担当記者大集合！今季を占う」（2021年4月14日）生徒
- 9ジラジ（2020年 - 2021年、広島FM）

### フリー以後
テレビ番組
- BACHプラザ（2022年4月7日 - 2023年3月30日、テレビ埼玉） - 木曜日司会

テレビドラマ
- 探偵が早すぎる 第2シリーズ 第5話（2022年5月12日、読売テレビ） - アナウンサー 役[29]

ラジオ
- ラジオ日本「SWEET!!」中継リポート

## その他活動

### モデル
- 「SuperGroupies」アニメゲームファッションブランド
- トムス・エンタテインメント「ルパン三世カリオストロの城」

### イベント・配信・その他
- 『向さん、1時間空きました』ゲスト
- 京まふかぐや様は告らせたい
- ニコニコ動画エボルタNEO チャレンジツリープロジェクト中継
- アニメジャパン　MC
- swing,sing MC
- 映画「ガディガルズ」上映イベントMC
- 銀河英雄伝説誕生40周年記念アニバーサリーイベン ト司会
- ゴジラバトルライン生配信
- 餃子の雪松無人販売所　ラーメン購入方法編、作り方編、
- ライブコマース「MINATOマーケット」4時間生配信MC
- 関東地上波3CH/テレ玉/チバテレ「ガールズハッピースタイル」
- 内閣府「ムーンショット型農林水産研究開発事業成果報告会」ゲスト
- 「ヒコロヒーと飲む焼酎」配信MC
- 毎日映画社 児童虐待防止動画ナビゲーター
- 雑誌「Safari」インスタライフ